# Otto Ludwig Haas-Heye
Otto Ludwig Haas-Heye (Heidelberg, 16 dicembre 1879 – Mannheim, 9 giugno 1959) è stato uno stilista tedesco.

## Biografia
Otto Ludwig Haas-Heye nacque a Heidelberg nel 1879, dall'avvocato Hermann Julius Haas (1852-1902) ed Hermanna Helena Heye (1857-1942). Il 12 maggio 1909 sposò a Liebenberg la pianista Viktoria "Tora" Ada Astrid Agnes zu Eulenburg (1886-1967; figlia di Philipp zu Eulenburg), da cui ebbe i figli Ottora Maria (1910-2001; nonna materna di Sofia di Baviera), Johannes (1912-2008) e Libertas (1913-1942).
Nel 1914 fondò a Berlino la propria casa di moda, che chiamò Alfred-Marie in segno di protesta contro la prima guerra mondiale e in memoria di un amico di lunga data conosciuto a Parigi. Durante la Grande Guerra le creazioni di Berlino erano considerate il fulcro dell'alta moda tedesca e il suo marchio era frequentato da giovani ragazze dell'alta società e celebrità.
Diresse la casa di moda fino al 1916 e divulgò le sue illustrazioni grazie all'illustratrice Anne Ofterdinger, che le stampò per la rivista Graphik-Verlag. Abitò la Svizzera fino al 1919 e dall'anno successivo insegnò alla scuola del Kunstgewerbemuseum, dedicandosi anche alla scenografia e ai costumi. Nel 1921 il suo matrimonio finì con il divorzio.
Tra il 1926 e il 1929 fece da consulente di moda a Parigi e istituì la Tracht und Modeschule nel 1931. In quanto ebreo, fino al 1936 rimase in Svizzera a causa del nazismo e nel 1938 si trasferì a Londra dopo un ritorno a Berlino. Fondò una scuola di galateo e buongusto sull'isola di Man, dove egli stesso insegnò, e nel 1953 fu celebrato come "zar della moda" in un viaggio nella Repubblica Federale Tedesca.
Come insegnante fu attivo anche alla Scuola delle Arti e della Moda a Zurigo e si dedicò al lavoro di costumista fino al 1958. Morì a Mannheim a causa di un incidente automobilistico nel 1959, all'età di 79 anni.